# Emeopedus papuanus
Emeopedus papuanus là một loài bọ cánh cứng trong họ Cerambycidae.